# Іодама
Іода́ма (дав.-гр. Ἰοδάμα) — персонаж давньогрецької міфології, дочка царя міста Ітони Ітона і Меланіппи, внучка Амфіктіона, сестра Беота і Хромії, жриця Афіни Ітонії в храмі, спорудженому її батьком. Одного разу вночі Іодама увійшла в храм і побачила перед собою Афіну, на хітоні якої була голова Горгони Медузи. Погляд Горгони звернув Іодаму в камінь. За іншою версією випадково показав їй в храмі голову Горгони її батько Ітон.
Ще за однією версією явно герменевтичного спрямування Іодама була сестрою Афіни і загинула від її руки, коли та вправлялася у бойовому мистецтві.